# La Roche-Bernard
La Roche-Bernard é uma comuna francesa na região administrativa da Bretanha, no departamento Morbihan. Estende-se por uma área de 0,43 km². Em 2010 a comuna tinha 710 habitantes (densidade: 1 651,2 hab./km²).781 hab/km².